# Datsji van Iberië
Datsji of Dachi of Darchi was koning van Iberië, bekend als Kartli (huidige Georgië), in de eerste helft van de 6de eeuw. Hij behoorde tot de Chosroïden dynastie. Datsji was de oudste zoon van koning Vachtang I en een Sassanidische prinses.
Tijdens zijn regering brak de Iberische Oorlog (526-532) uit, een van de zovele Romeins-Perzische oorlogen over de heerschappij over de Kaukasus. Zijn rol tijdens deze oorlog is onduidelijk. Hij werd opgevolgd door zijn zoon Bakoer.